# Skien
Skien este un oraș și o comună în județul Telemark, Norvegia. Aici s-a născut și a copilărit până la vârsta de 15 ani Ibsen.
Campionatele europene de gimnastică feminină din 1975, care au reprezentat cea de-a zecea ediție a competiție gimnasticii artistice feminine a "bătrânului continent", au avut loc în orașul Skien din Norvegia.